# アンガラ川
アンガラ川（アンガラがわ、ロシア語: Ангара、エヴェンキ語: Аӈара、ブリヤート語: Ангар мүрэн）は、ロシア、シベリア南東部を流れる全長1,779kmの川である。エニセイ川の支流で、バイカル湖から流れ出す唯一の川である。
アンガラ川はバイカル湖の南西端、リストヴャンカの集落の近くから流れ出し、北に向かいイルクーツク、ブラーツクを流れ、オカ川を合わせる。イリム川を合わせた後、西向きに流れを変えてストレルカ近くでエニセイ川に合流する。
イリム川との合流地点より下流は上トゥングースカ川（Верхняя Тунгуска）と呼ばれる。イルクーツク、ブラーツク間は船の航行が可能である。ブラーツクより下流は早瀬が多い。

## 河川施設
ブラーツクにはブラーツク人造湖を伴ったブラーツクダムと4,500 MWの世界最大の水力発電所、ブラーツク水力発電所（Братская ГЭС）がある。また、イルクーツクに660 MWのイルクーツク水力発電所（Иркутская ГЭС）、ウスチ＝イリムスクにウスチ＝イリムスク水力発電所（Усть-Илимская ГЭС）がある。

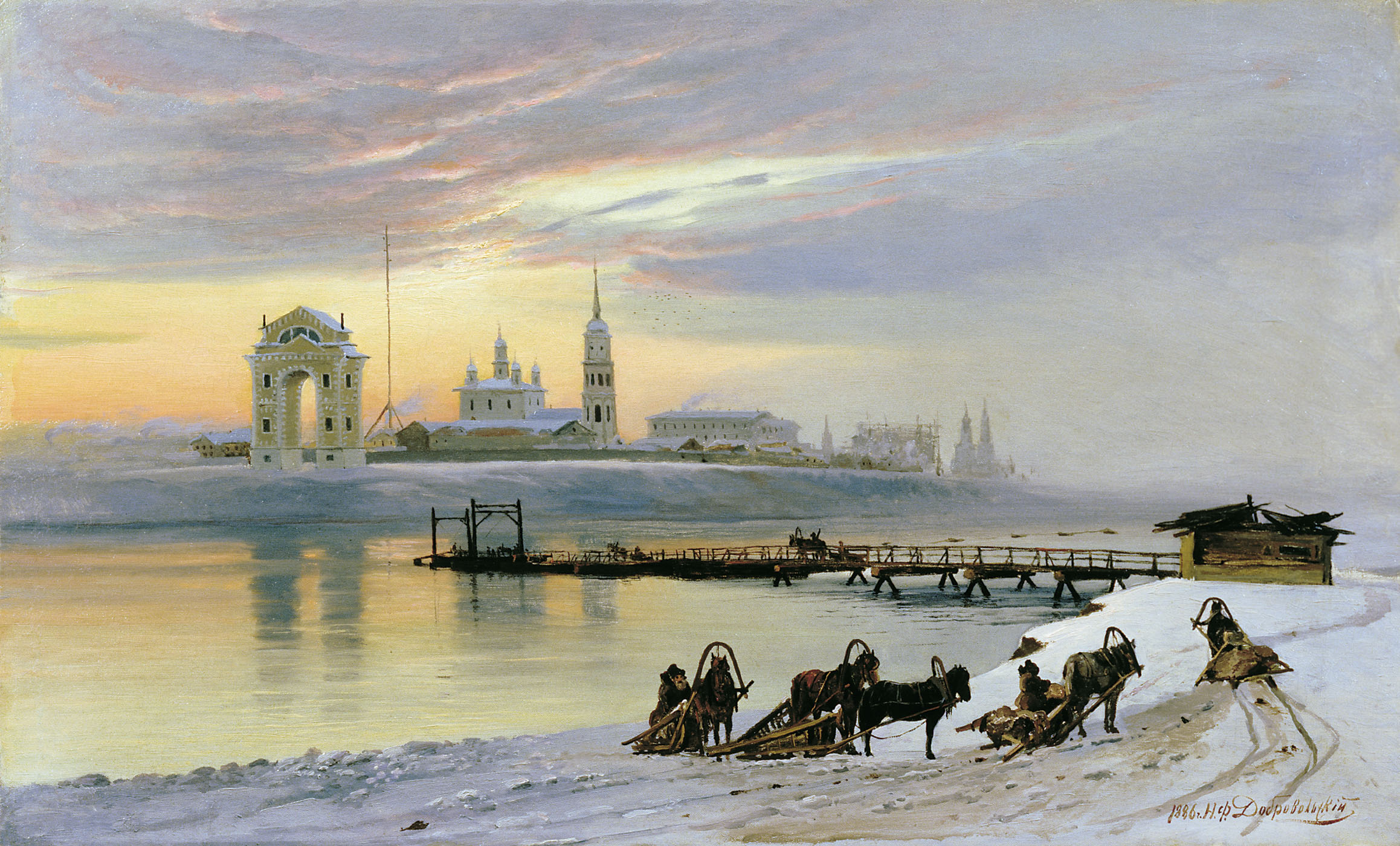
Crossing the Angara in Irkutsk (1886)